# Eparquia de Mavelikara
A Eparquia de Mavelikara (Latim:Eparchia Mavelikarensis) é uma eparquia pertencente a Igreja Católica Siro-Malancar com rito Siro-Malancar. Está localizada no município de Mavelikara, no estado de Querala, pertencente a Arquieparquia Maior de Trivandrum na Índia. Foi fundada em 2 de janeiro de 2007 pelo Papa Bento XVI. Possui uma população católica de 27.088 habitantes, sendo 1,1% da população total, possui 96 paróquias com dados de 2020.

## História
Em 2 de janeiro de 2007 o Papa Bento XVI cria Eparquia de Mavelikara através do território da Arquieparquia Maior de Trivandrum. Desde sua fundação em 2007 pertence a Igreja Católica Siro-Malancar, com rito Siro-Malancar.

## Lista de eparcas
A seguir uma lista de eparcas desde a criação da eparquia em 2007.
|                       | Nome                              | Período               | Notas                 |
| Eparcas de Mavelikara | Eparcas de Mavelikara             | Eparcas de Mavelikara | Eparcas de Mavelikara |
| --------------------- | --------------------------------- | --------------------- | --------------------- |
| 2º                    | Mathew Polycarpos Manakkarakavil  | 2025 -                |                       |
| 1º                    | Joshuah Ignathios Kizhakkeveettil | 2007 - 2025           |                       |